# Torbjörn Eriksson
Jan Torbjörn Eriksson (* 17. April 1971 in Grycksbo) ist ein ehemaliger schwedischer Leichtathlet, der sich auf den Sprint spezialisiert hat.

## Sportliche Laufbahn
Erste internationale Erfahrungen sammelte Torbjörn Eriksson im Jahr 1988, als er bei den Juniorenweltmeisterschaften in Greater Sudbury mit 21,74 s im Halbfinale im 200-Meter-Lauf ausschied. Im Jahr darauf schied er bei den Junioreneuropameisterschaften in Varaždin mit 10,89 s im Semifinale über 100 Meter aus und belegte in 21,92 s den achten Platz im 200-Meter-Lauf. Zudem gelangte er mit der schwedischen 4-mal-100-Meter-Staffel mit 41,30 s auf Rang sechs. 1990 schied er bei den Juniorenweltmeisterschaften in Plowdiw mit 21,50 s im Halbfinale über 200 Meter aus und kam über 100 Meter mit 10,88 s nicht über den Vorlauf hinaus. 1992 schied er bei den Halleneuropameisterschaften in Genua mit 21,40 s in der Vorrunde über 200 Meter aus und im August erreichte er bei den Olympischen Sommerspielen in Barcelona das Halbfinale, in dem er mit 20,85 s ausschied. Im Jahr darauf schied er bei den Weltmeisterschaften in Stuttgart mit 21,07 s im Viertelfinale aus und gelangte mit der Staffel mit 39,22 s im Finale auf Rang acht. 1994 wurde er mit der Staffel bei den Europameisterschaften in Helsinki in 39,05 s Vierter und im Jahr darauf schied er bei den Hallenweltmeisterschaften in Barcelona mit 21,06 s im Halbfinale über 200 Meter aus. Im August kam er dann bei den Freiluft-Weltmeisterschaften in Göteborg mit 21,03 s nicht über die erste Runde hinaus. 1996 gewann er bei den Halleneuropameisterschaften in Stockholm in 21,07 s die Bronzemedaille hintr dem Belgier Erik Wijmeersch und Alexios Alexopoulos aus Griechenland und im Sommer schied er bei den Olympischen Sommerspielen in Atlanta mit 20,83 s im Viertelfinale über 200 Meter aus. Über 100 Meter kam er mit 10,49 s nicht über die Vorrunde hinaus und auch mit der Staffel schied er mit 39,02 s im Vorlauf aus. Im Jahr darauf schied er mit der Staffel bei den Weltmeisterschaften in Athen mit 38,89 s im Halbfinale aus und 1998 schied er bei den Europameisterschaften in Budapest mit 21,00 s im Semifinale über 200 Meter aus und belegte mit der Staffel in 39,32 s den sechsten Platz. Im Jahr darauf schied er bei der Sommer-Universiade in Palma mit 20,77 s im Viertelfinale über 200 Meter aus und anschließend schied er auch bei den Weltmeisterschaften in Sevilla mit 20,74 s im Viertelfinale aus. 2002 beendete er dann seine aktive sportliche Karriere im Alter von 31 Jahren. Nach seiner aktiven Zeit wurde er 2008 Trainer der Schwestern Susanna Kallur und Jenny Kallur.
In den Jahren 1990, 1992 und 1993 sowie 1997 und 1998 wurde Eriksson schwedischer Meister im 200-Meter-Lauf.

## Persönliche Bestleistungen
- 100 Meter: 10,30 s (+1,9 m/s), 2. Juli 1996 in Gävle
  - 60 Meter (Halle): 6,75 s, 24. Januar 1998 in Malmö
- 200 Meter: 20,58 s (−0,6 m/s), 24. August 1999 in Sevilla
  - 200 Meter (Halle): 21,02 s, 4. Februar 1996 in Gent